# فابيو بينتو
فابيو بينتو (بالبرتغالية: Fábio Pinto‏) (9 أكتوبر 1980 في البرازيل - ) هو لاعب كرة قدم برازيلي في مركز الهجوم. لعب مع غريميو بورتو أليغرينزي ونادي إنترناسيونال ونادي كوريتيبا.

## وصلات خارجية
- فابيو بينتو على موقع الاتحاد الدولي (مؤرشف)  (الإنجليزية)
- فابيو بينتو على موقع اتحاد تركيا (لاعب) (الإنجليزية)
- فابيو بينتو على موقع قاعدة بيانات كرة القدم.إي يو (الإنجليزية)
- فابيو بينتو على موقع Soccerway.com (الإنجليزية)
- فابيو بينتو على موقع عالم كرة القدم.نت (الإنجليزية)